# 知的障害者福祉法
知的障害者福祉法（ちてきしょうがいしゃふくしほう、昭和35年3月31日法律第37号）は、知的障害者の福祉に関する日本の法律である。当初の名称は精神薄弱者福祉法だったが、1999年4月施行の精神薄弱の用語の整理のための関係法律の一部を改正する法律（平成10年9月28日法律第110号）により改められた。
社会福祉六法の1つ。1960年3月31日に公布され、同年4月1日に施行された。
この法律の目的は「知的障害者の自立と社会経済活動への参加を促進するため、知的障害者を援助するとともに必要な保護を行い、もつて知的障害者の福祉を図ること」（第1条）とされている。

## 構成
- 第1章 総則
- 第2章 削除
- 第3章 実施機関及び更生援護 
  - 第1節 実施機関等
  - 第2節 居宅生活支援費及び施設訓練等支援費
    - 第1款 支援費の支給
    - 第2款 指定居宅支援事業者及び指定知的障害者更生施設等
    - 第3節 居宅介護、施設入所等の措置
- 第4章 事業及び施設
- 第5章 費用
- 第6章 雑則

## 資格
- 知的障害者福祉司